# مصطفى بن نخي
مصطفى بن عيسى بن عبد الله بن نخي (1940 - 28 أبريل 2008)، خطاط كويتي اشتهر بكتابته للعملة الكويتية كما قام بالتصاميم الفنية المتعلقة بالخط العربي للديوان الأميري ووزارة الاعلام في الكويت.

## مرجع
- مصطفي بن نخي من جريدة الوطن